# Instalaciones de Dolomitas del Norte
La empresa Dolomitas del Norte S.A. se instala en el núcleo de Ambasaguas, municipio de Carranza (Vizcaya, España) en 1945. Ésta se dedicará en adelante a la obtención de material refractario básico para los hornos metalúrgicos de la industria vizcaína, a partir del fritado de la dolomía.
La elección de esta ubicación tiene sus claves en la proximidad del macizo de Ranero, de donde se obtenía la materia prima (la dolomía), y su accesibilidad tanto por carretera como fundamentalmente por ferrocarril. Las instalaciones quedaron estructuradas de la siguiente manera:

## La cantera de Pozalagua y estación de trituración.
Junto a la cantera se dispuso la estación de trituración del mineral. De esta manera se evitaban los problemas que el ruido y la polución de polvo generado durante el procesado de la piedra producirían en el núcleo de Ambasaguas. Se trata de una construcción de planta sensiblemente rectangular que se dispone salvando un gran desnivel por medio de una potente estructura de hormigón armado. Mediante una rampa se accedía a la parte superior donde encontramos una gran tolva en la que se vertía la dolomía en bruto. Bajo la tolva se situaba la machacadora y un molino que trituraba el material. Después, a través de unas cintas transportadoras se separaba el material según su granulometría y se apartaba la arena que se depositaba a un lado de la estación. Finalmente, en el nivel más bajo se dispone una gran tolva desde la que se vertía el material resultante a la estación de carga del tranvía aéreo.

## El tranvía aéreo.
El tranvía aéreo de Dolomitas del Norte procede de la mina Mame de Trapagaran (próximo al poblado minero de La Arboleda). Este tranvía se construyó para dicha mina en 1929, y fue diseñado por D. Manuel Lorente. A finales de los años cuarenta fue adquirido para las instalaciones de Carranza, para lo cual debió ser modificado y adaptado al nuevo medio y trazado. Se trata por tanto de una instalación más antigua que la propia fábrica. Durante los primeros años del siglo XX, el tranvía aéreo, en sus diversas variantes, era un elemento característico de los paisajes mineros de Bizkaia.
El tranvía aéreo permitió el transporte de la dolomía directamente desde la cantera a la fábrica de Ambasaguas y se compone básicamente de los siguientes elementos: la estación superior de Carga, el tendido y la estación inferior de descarga.

### La estación superior de carga
La estación superior de carga, se dispone debajo de la estación de trituración, excavada en la roca. Se trata de un túnel de planta semicircular, formando una "U" y sección en forma de arco cañón. Este túnel disponía de un carril metálico colgado de la bóveda por el que circulaban los baldes, empujados a mano, para su llenado por medio de boquillas con refuerzos de metal. Una vez lleno se empujaba hasta el extremo del carril, cayendo el cojinete del balde sobre el cable en movimiento. De esta manera no resultaba necesario detener el cable para la operación de llenado de los baldes. 
El espacio de salida del túnel se cubre con una cubierta de una sola vertiente sobre pilares, realizado todo ello en hormigón armado. En este espacio se dispuso la instalación motriz fijada a un machón de hormigón. Esta instalación disponía asimismo de un reductor de velocidad, un electrofreno y un freno de mano, como medidas de seguridad.

### El tendido
El tendido del tranvía se realizó utilizando un solo cable metálico continuo o sin fin, en constante movimiento, que cubría un trazado final de 2.888,4 metros entre la cantera y la fábrica, con 281 metros de desnivel y una pendiente media del 9,8%. Este realizaba a un mismo tiempo la función portadora y tractora. El cable circulaba y a la vez era sustentado a lo largo de su trazado por 27 caballetes metálicos, con unas alturas variables entre 2,50 y 35m. El mayor vano entre dos caballetes era de 325 metros.

### La estación inferior de descarga
La estación inferior de descarga, ocupa una superficie aproximada de 275m2 y tiene 17,50 metros de altura divididos en tres plantas. Se trata de una estructura de hormigón armado sobre 16 pilares reforzados por 4 tirantes. Se trata de una construcción abierta, sin cerramientos en su mayoría, a excepción de algún lienzo cerrado con ladrillo, y antiguamente con bardanasca. El cable entraba en la planta superior, aquí se separaban los baldes del mismo, y por medio de un sistema de volantes-guías se le hacía pasar por el tensor. Este elemento es un volante o polea de cambio dispuesto sobre un bastidor móvil metálico que se desliza sobre unos raíles dispuestos sobre un plano inclinado, y del que colgaba un contrapeso de unas 9ton para compensar la tensión del cable. De esta manera se contrarrestaban las tensiones generadas por los efectos de los cambios de temperaturas, viento, y la propia carga transportada.
Una vez entraban los baldes y separados del cable, circulaban por el raíl metálico que realiza un recorrido en forma de "U" hasta colocarse sobre los silos de almacenamiento, colocados en batería. Aquí se vertía directamente el contenido sobre una criba dispuesta en la boca superior de cada silo. Una vez vacíos se empujaban hasta engancharlos nuevamente al cable que salía en dirección a la cantera.
Esta estación se dispone junto a la antigua fábrica, en la que destaca de entre todos los elementos e instalaciones que la completan la chimenea de 52 metros de altura realizada en ladrillo visto, que dispone de un valor simbólico, evocador de la actividad industrial ya desaparecida. Además de esto no resultan desdeñables sus dimensiones, ni la factura de su ejecución.